# Antíoco IV Epifânio
Antíoco IV Epifânio (em grego: Άντίοχος Έπιφανής; lit.  "Deus manifesto"; c. 215 a.C. - novembro ou dezembro de 164 a.C.) foi o rei helenístico da dinastia selêucida que governou a Síria entre 175 a.C. e 164 a.C.. Ele era terceiro filho do rei Antíoco III Magno e também foi irmão de Seleuco IV Filopátor. Originalmente ele era chamado de Mitrídates, mas mudou seu nome para Antíoco quando assumiu o trono.
O comportamento frequentemente excêntrico e as ações caprichosas de Antíoco durante suas interações com pessoas comuns, como aparecer em casas de banho públicas e se candidatar a cargos municipais, levaram alguns de seus contemporâneos a chamá-lo de Antíoco Epimanes (lit.  "o Louco"), um jogo de palavras com seu título Epifânio.

## Reinado

### Ascensão

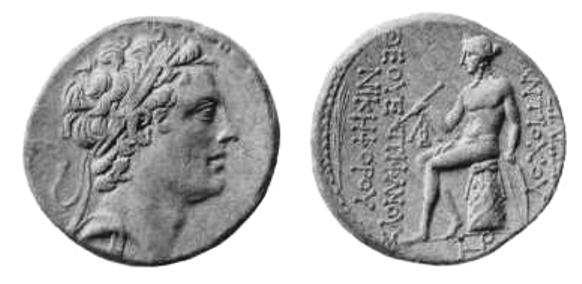
Moeda com Antíoco IV Epifânio

Após a derrota de Antíoco Magno na Batalha de Magnésia pela República Romana entre 190–189 a.C., ele serviu como refém de seu pai em Roma de 189 a 175 a.C., onde aprendeu a admirar as instituições e políticas romanas. O seu irmão Seleuco IV substituiu-o por Demétrio I Sóter, e depois disso, Antíoco viveu em Atenas e estava lá quando seu irmão foi assassinado em 175 a.C.. Seleuco foi assassinado pelo usurpador Heliodoro em setembro de 175 a.C., mas logo quando Antíoco Epifânio, com a ajuda de Eumenes II de Pérgamo, saiu de Atenas, viajou através da Ásia Menor e chegou à Síria, o destituiu em seguida. O herdeiro legítimo de Seleuco IV, Demétrio Sóter, era ainda refém de Roma, o que deu mais vantagem a Antíoco para tomar o trono.

### Conflitos com o Egito

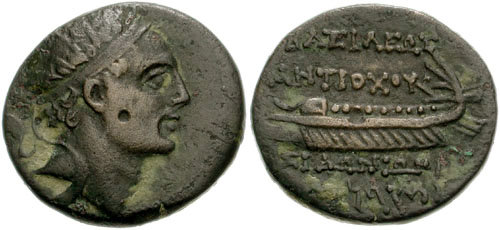
Cunhagem de Sidom de Antíoco IV, representando uma galera vitoriosa.

Durante este período de incerteza na Síria, os guardiões de Ptolomeu VI Filómetor, o faraó egípcio, reivindicaram a Celessíria, a Palestina e a Fenícia, conquistada por Antíoco III. Os partidos sírio e egípcio apelaram a Roma por ajuda, mas o Senado se recusou a tomar partido. Em 173 a.C., Antíoco pagou o restante da indenização de guerra que havia sido imposta pelos romanos a Antíoco III no Tratado de Apameia em 188 a.C..
Antíoco evitou uma campanha egípcia à Palestina invadindo o Egito. O rei derrotou os egípcios entre Pelúsio e o Monte Casião, tomou Pelúsio e, em 169 a.C., ocupou o Egito, com exceção de Alexandria, a capital. Ptolomeu VI era sobrinho de Antíoco (sendo a irmã de Antíoco a Cleópatra I, que havia se casado com Ptolomeu V Epifânio), e Antíoco se contentou em governar o Egito como guardião de Ptolomeu, não dando a Roma nenhuma desculpa para a intervenção. Os cidadãos de Alexandria, entretanto, apelaram a Ptolomeu VIII Fiscão, irmão de Ptolomeu VI, e a sua irmã Cleópatra II para formar um governo rival. Perturbações na Palestina forçaram Antíoco a voltar à Síria, mas ele protegeu seu acesso ao Egito com uma forte guarnição em Pelúsio.

### Relações com Roma
Num inverno de 169/168 a.C., Perseu da Macedônia implorou a Antíoco que se aliasse a ele contra o perigo que Roma representava para todos os reis helenísticos. No Egito, Ptolomeu VI fez causa comum com seu irmão e irmã e enviou um novo pedido de ajuda a Roma, e Antíoco se preparou para a batalha. A frota de Antíoco obteve uma vitória em Chipre, cujo governador lhe entregou a ilha. Antíoco invadiu o Egito novamente em 168, exigiu que Chipre e Pelúsio fossem cedidos a ele, ocupou o Baixo Egito e acampou fora de Alexandria. A causa dos Ptolomeus parecia perdida. Mas em 22 de junho de 168 a.C., os romanos derrotaram Perseu e seus macedônios em Pidna, e ali privaram Antíoco dos benefícios de sua vitória. Em Elêusis, um subúrbio de Alexandria, o embaixador romano, Caio Popílio Lenas deu um ultimato a Antíoco Epifânio para que evacuasse o Egito e Chipre imediatamente. Antíoco, pego de surpresa, pediu um tempo para pensar. Popílio, entretanto, desenhou um círculo na terra ao redor do rei com sua bengala e exigiu uma resposta inequívoca antes que Antíoco deixasse o círculo. Consternado com a humilhação pública, o rei concordou rapidamente em obedecer. Ao ter permissão para reter o sul da Síria, que o Egito reivindicou, Antíoco foi capaz de preservar a integridade territorial de seu reino.

### Perseguição aos judeus e revolta dos macabeus

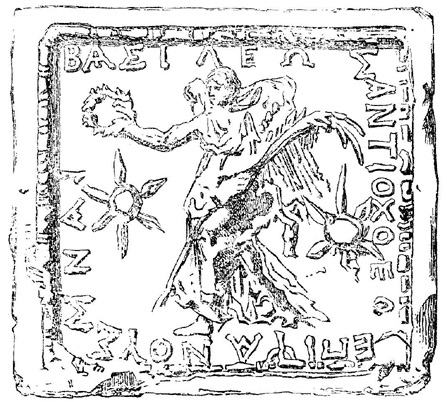
Mina de Antíoco IV.

Como Jerusalém era dominada pelos gregos, a adoração a Deus e os ritos judaicos foram proibidos sob pena de morte. No Segundo Templo, Antíoco IV ordenou que um altar de culto a Zeus fosse erguido e que os sacrifícios deveriam ser feitos aos pés de um ídolo na imagem do rei. Porém, os judeus se enfureceram com aquilo e, sob a liderança de Judas Macabeu, judeu e antigrego, puseram os incitados hassidianos em uma guerra de guerrilha e várias vezes derrotaram os generais que Antíoco havia encomendado para lidar com o levante. Judas recusou uma anistia parcial, conquistou a Judéia, com exceção da Acra em Jerusalém, e em dezembro de 164 a.C. foi capaz de derrubar o altar de Zeus e reconsagrar o Templo. Antíoco aparentemente subestimou a força do movimento hassidiano, que estava por trás do sucesso em manter uma organização independente no estado da Judéia por cerca de um século.
O espírito de luta dos judeus era ainda mais impressionante porque, no início de sua rebelião em 166 a.C., Antíoco acabou de demonstrar seu poder ao mundo em Dafne, perto de Antioquia, com uma grande revisão de seu exército: 46.000 soldados de infantaria desfilaram, entre eles uma falange macedônia de 20.000 homens e 500 mercenários equipados com armas romanas, seguidos por 8.500 cavaleiros e 306 elefantes com armadura.

### Morte
No mesmo ano, Antíoco Epifânio faleceu em decorrência de uma doença (câncer). Sua morte é vista por muitos como um cumprimento da profecia registrada em Daniel 11:45.